# Union des entreprises à profit social
L'Union des entreprises à profit social (Unisoc) (en néerlandais : Unie van de socialprofitondernemingen) est l'organisation d'employeurs interprofessionnelle fédérale des secteurs à profit social en Belgique.
Elle était, lors de sa création en 1994 à l'initiative de Jan Peers, appelée CENM, Confédération des entreprises non marchandes (en néerlandais : CSPO - Confederatie van de socialprofitondernemingen).
L'Unisoc est un partenaire social interprofessionnel belge, qui siège notamment au sein du Conseil national du travail et au Conseil central de l'économie.
L'Unisoc est représentée au niveau européen par SGI Europe.

## Fédérations membres
L'Unisoc regroupe près d'une cinquantaine de fédérations d'employeurs sectorielles.
Les fédérations membres de l'Unisoc sont actives au sein de différentes commissions paritaires :
- CP 152 et 225 - Enseignement libre subventionné
- CP 318 - Services d'aides familiales et aides seniors
- CP 319 - Établissements et services d'éducation et d'hébergement
- CP 327 - Entreprises de travail adapté et ateliers sociaux
- CP 329 - Secteur socio-culturel
- CP 330 - Établissements et services de santé
- CP 331 et 332 - Aide sociale et soins de santé
- CP 337 - CP auxiliaire pour le secteur non marchand

## Organisations régionales
L'Unisoc est l'organisation interprofessionnelle fédérale. Il existe également en Belgique 3 organisations régionales interprofessionnelles qui représentent le secteur à profit social : Verso en Région flamande, UNIPSO en Région wallonne et BRUXEO en Région bruxelloise.

## Sources
1. ↑  « Naissance d'une confédération patronale alternative », sur archives.lesoir.be, 2 juin 1994 (consulté le 14 juillet 2016).
2. ↑  (nl) « Non-profit wordt volwaardige sociale partner », sur demorgen.be, 4 juillet 1998 (consulté le 14 juillet 2016).
3. ↑  « La concertation entre employeurs s’adapte au paysage institutionnel », sur La Libre Belgique, 22 septembre 2012 (consulté le 14 juillet 2016).
4. ↑  « Composition du Conseil National du Travail », sur cnt-nar.be, 10 juin 2016 (consulté le 14 juillet 2016).
5. ↑  « Membres du CCE », sur ccecrb.fgov.be, 11 juin 2016 (consulté le 14 juillet 2016).
6. ↑  « Unisoc - Liste de membres », sur unisoc.be, 1er juillet 2016 (consulté le 14 juillet 2016).
7. ↑  (nl) « Over Verso »(Archive.org • Wikiwix • Archive.is • Google • Que faire ?), sur verso-net.be (consulté le 14 juillet 2016).
8. ↑  « Historique », sur unipso.be (consulté le 14 juillet 2016).
9. ↑  « Présentation », sur cbenm-bcspo.be (consulté le 14 juillet 2016).